# Alice og Emil på vej ind i billedet - I svanernes vingeslag
Alice og Emil på vej ind i billedet - I svanernes vingeslag er en børnefilm fra 2000 instrueret af Bigita Faber efter manuskript af Andreas Jürgensen.

## Handling
Alice og Emil hopper på inlinere ind i to malerier: "I svanernes vingeslag" af Asger Jorn og "Hvem er bange for Rød, Blå, Gul" af Barnett Newman. Det bliver en rejse mellem former og farver. De oplever kunstværkerne på en ny måde: som et landskab man kan bevæge sig rundt i.